# Piet Buijnsters
Petrus Jacobus Adrianus Maria (Piet J.) Buijnsters (Breda, 18 oktober 1933 – Berg en Dal, 17 november 2022) was een Nederlands hoogleraar en boekhistoricus.

## Biografie
Buijnsters studeerde vanaf 1955 Nederlandse letterkunde aan de Katholieke Universiteit Nijmegen en werd daar in 1962 benoemd tot wetenschappelijk medewerker bij het Instituut Nederlands. Hij promoveerde daar in 1963 op Tussen twee werelden. Rhijnvis Feith als dichter van "Het graf" ; zijn promotor was prof. dr. W.J.A.M. Asselbergs. Zijn bijzondere interesse ging uit naar de 18e- en 19e-eeuwse Nederlandse letterkunde. In 1971 werd hij benoemd tot lector aan de Nijmeegse universiteit, welk ambt hij met een rede over Sara Burgerhart aanvaardde op 22 oktober 1971. Vervolgens werd hij benoemd tot hoogleraar Boekwetenschap en Nederlandse letterkunde van de achttiende eeuw aan diezelfde universiteit; op 14 juni 1995 nam hij daar afscheid.
Buijnsters publiceerde werk van en over dichters als Rhijnvis Feith, Justus van Effen, Betje Wolff en Aagje Deken. Hij verzorgde ook verschillende tekstedities van deze schrijvers. Daarnaast werd hij bekend als publicist over de wereld van het antiquariaat, het verzamelen van boeken en boekverzamelaars. Samen met zijn echtgenote Leontine Buijnsters-Smets publiceerde hij in 2001 Lust en leering. Geschiedenis van het Nederlandse kinderboek in de negentiende eeuw waarvoor zij beiden in 2002 de Menno Hertzbergerprijs ontvingen. In 2005 ontvingen zij de G.H. 's-Gravesande-prijs voor hun publicaties over het Nederlandse kinderboek.
Vanaf 2007 publiceerde Buijnsters drie monografieën over het antiquariaat en bibliofilie in Nederland en België.
Hun zoon drs. Marc M. E. Buijnsters (1962) is docent aan het Instituut voor Regiostudies van de Universiteit Leiden.
Buijnsters overleed op 89-jarige leeftijd.

### Met L. Buijnsters-Smets
- Bibliografie van Nederlandse school- en kinderboeken 1700-1800. Zwolle, 1997.
- Lust en leering. Geschiedenis van het Nederlandse kinderboek in de negentiende eeuw. Zwolle, 2001.
- Papertoys. Speelprenten en papieren speelgoed in Nederland (1640-1920). Zwolle, 2005.